# Oxyanthera
Oxyanthera is een geslacht met acht soorten orchideeën uit de onderfamilie Epidendroideae, die door vele botanici echter bij het geslacht Thelasis worden ingevoegd.
Het zijn kleine, epifytische orchideeën, met bloemen die dikwijls cleistogaam zijn, uit de regenwouden van Zuidoost-Azië, Nieuw-Guinea en noordelijk Australië.

## Naamgeving enetymologie
- Synoniem: Thelasis Lindl. (1830)

De botanische naam Oxyanthera is afkomstig van het Oudgriekse oxys (scherp) en anthera (helmknop), naar de gepunte helmknop van de typesoort.

## Kenmerken
Voor een beschrijving van dit geslacht, zie Thelasis.

## Taxonomie
Het geslacht telt acht soorten. De meeste hiervan worden tegenwoordig door vele botanici bij Thelasis ingevoegd.
De typesoort van het geslacht is Oxyanthera micrantha.

### Soortenlijst
- Oxyanthera abbreviata Schltr. (1913) = Thelasis abbreviata (Schltr.) W.Kittr. (1984 publ. 1985)
- Oxyanthera brachybotrya Fukuy. (1938)
- Oxyanthera carinata (Blume) Schltr. (1900) = Thelasis carinata Blume (1825)
- Oxyanthera decurva (Hook.f.) Hook.f. (1892) = Thelasis micrantha (Brongn.) J.J.Sm. (1905)
- Oxyanthera elata (Hook.f.) Hook.f. (1892) = Thelasis carinata Blume (1825)
- Oxyanthera micrantha Brongn. (1834) = Thelasis micrantha (Brongn.) J.J.Sm. (1905)
- Oxyanthera papuana Schltr. (1905) = Thelasis carinata Blume (1825)
- Oxyanthera rhomboglossa Schltr. (1911) = Thelasis rhomboglossa (Schltr.) Kraenzl. (1911)